# Donald Swann
Donald Ibrahím Swann (n. Llanelli, Gales el 30 de septiembre de 1923 - m. Londres el 23 de marzo de 1994) fue un compositor, músico y comediante británico. El público general le conoce fundamentalmente por su asociación con Michael Flanders para formar el dúo Flanders and Swann, dedicado a componer e interpretar en directo música cómica.

## Vida

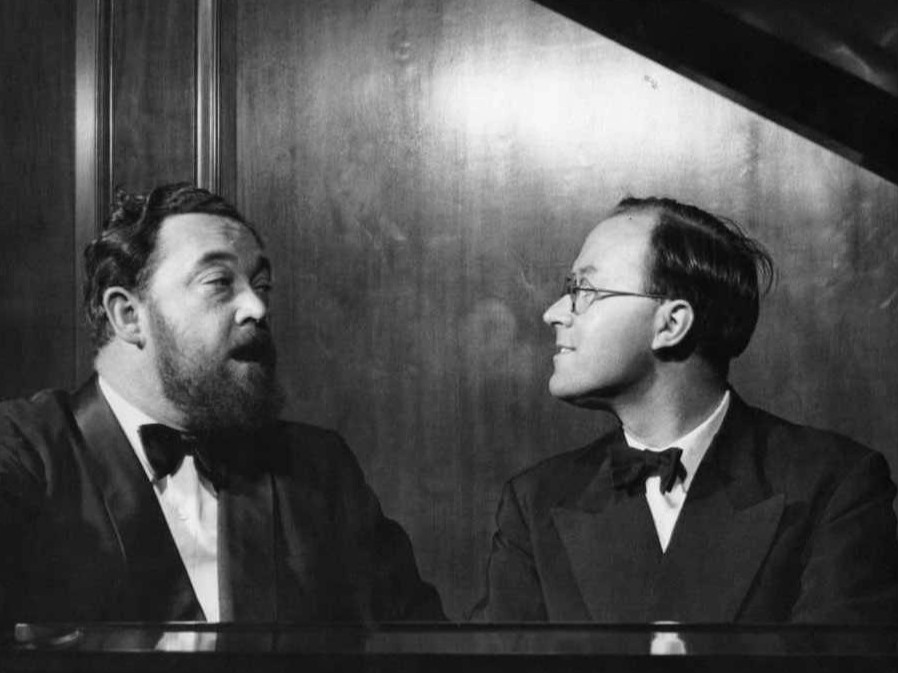
Foto de Flanders y Swann antes de su estreno en Broadway en 1959 con At the Drop of a Hat.

Donald Swann nació en Llanelli (Gales). Su padre era un médico ruso de ascendencia británica, de la comunidad de expatriados que trabajaban para la Compañía de Moscovia; y su madre era una enfermera de Transcaspia. Ambos debieron refugiarse en el Reino Unido por la Revolución rusa de 1917. El bisabuelo de Swann, Alfred Trout Swan, un pañero de Lincolnshire, emigró a Rusia en 1840 y se casó con la hija del relojero de los zares. Algún tiempo después, la familia incorporó una segunda «n» a su apellido. La familia se mudó a Londres, donde Swann estudió en la Escuela Preparatoria de Dulwich y en la Westminster School, lugar en el que conoció a Michael Flanders.
En 1941 Swann ganó una beca de Christ Church (Oxford) para estudiar lenguas modernas. En 1942 se registró como objetor de conciencia y sirvió con la Friends' Ambulance Unit (una organización de confesión cuáquera) en Egipto, Palestina y Grecia. Tras la guerra, Swann regresó a Oxford para aprender ruso y griego moderno.
Donald Swann se casó dos veces; la primera con Janet Oxborrow en 1955, de la que se divorció en 1983; su segunda esposa fue la historiadora del arte Alison Smith. En 1992 le fue diagnosticado un cáncer por el que falleció en el Trinity Hospice (sur de Londres) el 23 de marzo de 1994, sobrevivido por ambas esposas y por las dos hijas de su primer matrimonio, Rachel y Natasha.

## Carrera musical
Un encuentro fortuito entre Swann y Michael Flanders en 1948 les llevó a empezar su relación profesional. Empezaron a escribir canciones y óperas ligeras: Swann componía la música y Flanders escribía la letra. Sus canciones eran interpretadas por artistas como Ian Wallace o Joyce Grenfell. A continuación escribieron dos revistas para dos intérpretes, At the Drop of a Hat y At the Drop of Another Hat, que representaron por todo el mundo hasta el final de su colaboración en 1967.
Al mismo tiempo, Swann mantenía una prolífica producción musical, componiendo la música de varias óperas y operetas, entre las que destacan una versión completa de la Perelandra de C. S. Lewis, y el musicado de los poemas de J. R. R. Tolkien incluidos en El Señor de los Anillos en la colección The Road Goes Ever On. Su amistad de toda la vida con Sydney Carter produjo la grabación de muchas canciones, de las que la más conocida fue «The Youth of the Heart» que reapareció en At the Drop of a Hat, y el musical Lucy & the Hunter.
Tras el final de su colaboración con Flanders, Swann siguió dando conciertos en solitario y componiendo para otros cantantes. Además, formó los Swann Singers y dio giras con ellos en los años 1970. Durante los 80 y los primeros 90 siguió actuando en varias combinaciones con cantantes y colegas y como solista. Durante los últimos años de su vida «descubrió» la poesía victoriana y compuso algunas de sus piezas más profundas y conmovedoras con las palabras de William Blake, Emily Dickinson, Christina Rossetti, Oscar Wilde y otros. También compuso un cierto número de himnos religiosos que se suelen incluir de manera habitual en los misales. Se calcula que Swann compuso o adaptó casi 2000 canciones a lo largo de su vida profesional.

## Obra

### Libros
- Swann, Donald (1968). The Space Between the Bars. Hodder & Stoughton.
- Swann, Donald (1975). Swann's Way Out: A Posthumous Adventure. Wiedenfeld & Nicolson.
- Swann, Donald (1987). Alphabetaphon. Albert House Press. ISBN 0-9511451-18.
- Swann, Donald (1991). Swann's Way: A Life in Song. Heinemann. Revisado, Arthur James (1993). Revisado, Thames Publishing (1997). ISBN 0-85305-329-4.

### Cancioneros
- Flanders, Michael; Swann, Donald. The Flanders and Swann Song Book. International Music Publications. ISBN 1-85909-003-6.
- Swann, Donald (1965). Sing Round the Year. Bodley Head. ISBN 0-370-01070-1.
- Swann, Donald (1968). The Road Goes Ever On. textos de Tolkien, J. R. R. Allen & Unwin.
- Swann, Donald (1971). The Song of Caedmon. Stainer & Bell. ISBN 0-85249-107-7.
- Swann, Donald (1973). The Rope of  Love: Around the Earth in Song. Bodley Head Children's Books. ISBN 0-370-01272-0.
- Swann, Donald (1991). The Poetic Image. A Victorian Song Cycle. ilustrado por Allison Smith. Albert House Press.